# Mesosemia mayi
Mesosemia mayi är en fjärilsart som beskrevs av Rebillard 1958. Mesosemia mayi ingår i släktet Mesosemia och familjen Riodinidae. Inga underarter finns listade i Catalogue of Life.